# Gabriel de Anda
José Francisco Gabriel de Anda, plus connu sous le nom de Gabriel de Anda, né le 5 juin 1971 à Mexico au Mexique, est un footballeur international mexicain. 

## Carrière

### Joueur
- 1992-1993 : Pumas UNAM -  Mexique
- 1993-1995 : Correcaminos UAT -  Mexique
- 1995-1998 : Santos Laguna -  Mexique
- 1998-2000 : Cruz Azul -  Mexique
- 2000-2005 : CF Pachuca -  Mexique
- 2006-2007 : Santos Laguna -  Mexique

### En équipe nationale
13 sélections et 2 buts avec  Mexique entre 1997 et 2002.

## Palmarès

### En club
- Avec Santos Laguna :
  - Champion du Mexique en 1996 (Invierno).

- Avec CF Pachuca :
  - Champion du Mexique en 2001 (Invierno) et 2003 (Apertura).
  - Vainqueur de la Ligue des champions de la CONCACAF en 2002.

### En sélection
- Avec l'équipe du Mexique :
  - Vainqueur de la Gold Cup en 1998.